# Michael Rulli
Michael Anthony Rulli (Poland, 11 marzo 1969) è un politico e imprenditore statunitense, membro della Camera dei rappresentanti per lo stato dell'Ohio dal 2024.

## Biografia
Nato a Poland, in Ohio, Michael Rulli fu eletto per la prima volta al Senato dell'Ohio con i repubblicani nel 2018. Eletto per altri due mandati, nel 2024 divenne il candidato di partito in vista delle elezioni speciali per il 6º distretto dell'Ohio alla Camera dei rappresentanti, dove venne eletto con il 54,6% dei voti.
Vive a Salem, nell'Ohio, con la moglie Kelly e i loro due figli. La sua famiglia è originaria della Calabria.